# Büren an der Aare
Büren an der Aare es una comuna suiza del cantón de Berna, situada en el distrito administrativo del Seeland. 

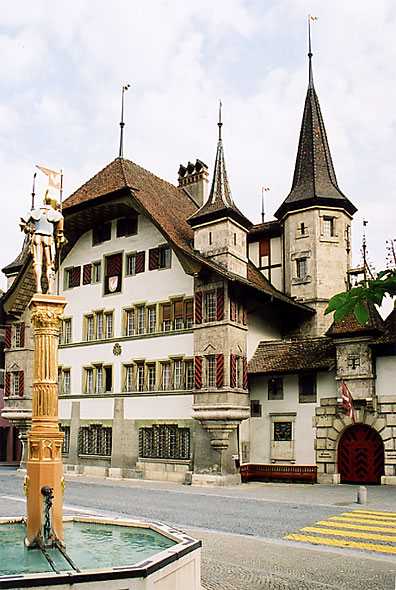
Castillete de Büren.

## Geografía
Situada a orillas del río Aar en la región del Seeland. La comuna limita al norte con las comunas de Meinisberg, Lengnau bei Biel y Grenchen (SO), al este con Rüti bei Büren y Oberwil bei Büren, al sur con Schnottwil (SO) y Diessbach bei Büren, y al oeste con Dotzigen, Meienried y Safnern.
Capital del distrito de Büren hasta el 31 de diciembre de 2009, fecha de su disolución.